# Deretin
Deretin (cyr. Деретин) – wieś w Serbii, w okręgu morawickim, w gminie Ivanjica. W 2011 roku liczyła 175 mieszkańców.